# Felvidéki Judit
Felvidéki Judit (Budapest, 1951. január 7. –) Balázs Béla-díjas magyar filmrendező, forgatókönyvíró.

## Életpályája
Felvidéki József és Spiegel Kornélia gyermekeként született. 1969-ben érettségizett az Eötvös József Gimnáziumban. 

„Először színésznek jelentkeztem. Kivágtak. Két évig nyomdában dolgoztam mint fényképész tanuló. Szerettem azokat az éveket. Megtanított látni.”

1969–1971 között a Nyomdai Szakmunkásképző Intézetben kemigráfus fényképészetet tanult, közben amatőr filmkészítéssel foglalkozott. 1971–1975 között a Színház- és Filmművészeti Egyetem rendező szakán tanult, ahol tanárai voltak Máriássy Félix, Gábor Pál, Szabó István, Illés György, Fábri Zoltán, Horváth Ádám, Petrovics Emil és Deme Gábor. 1975-ben diplomázott; diplomafilmje a Kafka - Koplalóművész volt. 1976 óta a Magyar Televízió drámai osztályának rendezője. 1986-ban a Magyar Televízió vezető rendezője, 1991-ben főrendezője lett. 1999-ben a Magyar Televízió létszámleépítés miatt megszüntette munkaviszonyát, így szabadúszó lett. 1987-től folyamatos rendszerességgel publikál az Élet és Irodalom című hetilapban glosszákat és publicisztikákat. Írásai jelentek meg a Népszavában, és a Színház című folyóiratban. A rendezésről sorozatot publikált a Videopraktika című szakmai folyóiratba, szépprózát a LIGET című irodalmi folyóiratba. 2000-2001 között színészmesterséget tanított a Shakespeare Színitanodában. 2002-től folyamatosan tanít színészmesterséget szinkronszínészeknek, és Filmklub keretében filmforgatókönyv írást oktat és filmtörténeti előadásokat vezet vetítéssel. Irodalmi Kávéházat szerkeszt és vezet Budapesten, Keszthelyen és Hévízen.
Művei elsősorban fikciós tévéjátékok, tévéfilmek, sorozatok, világ- és magyar irodalmi adaptációk, valamint szerzői filmek.

## Színházi rendezések
- Csillaglány – Kongresszusi Központ. (1984-1985), Soproni Petőfi Színház (1985)
- Prérifarkas – Játékszín (1990)
- Álompalinta – Arizona színház (1990-1991)
- A varázsfuvola – Lőrinci Színpad (2004)
- Kényeskedők – Lőrinci Színpad (2005)
- Káró Király – RS9 Színház (2006)
- Toprongyozó - RS9 Színház (2022)
- Gábor Miklós 100 - Emlékest sorozat a Kugler Art Szalonban (2019 - 2020).

## Filmjei

### Fikciós tévéfilmek
- Koplalóművész (diplomafilm, 1975)
- Negyedik forduló (szerzői tévéjáték, 1977)
- Gyümölcsoltó Boldogasszony (tv-film, 1978)
- Két jegygyűrű (tv-film, 1979)
- Saroküzlet (tévéjáték, 1979)
- Foltyn zeneszerző élete és munkássága (tv-film, 1980)
- Védtelen utazók (tv-film, 1980)
- Szent Színpad (tévéjáték, 1981)
- Lomtalanítás (tévéjáték, 1981)
- Rettenetes szülők (tévéjáték, 1981-1982)
- Lakótelepi mítoszok (tv-film, 1982-1983)
- Akár tetszik, akár nem (zenés TV-játék, 1982-1983)
- Csillaglány (zenés mesejáték, 1984)
- Fabuland (szerzői tévéjáték, 1984-1985)
- Tasso (tévéjáték, 1985)
- Az éjszaka vége (tévéjáték, 1986-1987)
- Luca néni feltámadása - Nyitott könyv (1988)
- Fagylalt tölcsér nélkül (tv-film, 1989)
- Prérifarkas (monodráma - tévéjáték, 1990-1991)
- Sajtszínház (mesejáték, 1990-1991)
- Álompalinta (zenés mesejáték, 1991-1992)
- Franka Cirkusz (tévéjáték, 1991)
- Pá, drágám! (szerzői tv-film, 1991-1992)
- Oidipus (tévéjáték, 1993)
- Változó felhőzet (tévéjáték, 1994-1995)
- Irány Kalifornia! (tv-film, 1996)
- Vadkörték (ifjúsági tévéfilm, 2002)

### Portréfilmek
- Öt perc, amíg még élek – Pártos Erzsi portréfilm
- Színházi láz – Mesterkurzus Gábor Miklós: Tasso várszínházi próbáiról. (1984)
- Mestersége színész - Gábor Miklós – 1996
- Örökös tagság – Gábor Miklós portré – 1997-1998
- 80 éves lenne Gábor Miklós – összeállítás -1999

### Dokumentumfilmek
- Szabad élet - 1972 betiltott főiskolás vizsgafilm
- Életke I. II. - 100 éves a Mozgásjavító Általános Iskola – 2003-2004

## Irodalmi műsorok
- Vers mindenkinek (kb. 30 rész) 1976-1999
- Öt perc próza (18 rész) - 1995
- Szörnyű Idő (Aradi vértanúk emlékműsor) - 1997
- Megtalált szerep (József Jolán emlékműsor – író: Valachi Anna) – 1998
- És mi van? (6 rész) Rendhagyó beszélgetések az Élet és Irodalom című hetilappal
- Kacagóra – Sajtszínház - 9 rész (1991) mesejáték sorozat (író-rendező)

## Sorozatok
- Rizikó 9. rész 1992–1993
- Família Kft. 1994-1997
- 7-es csatorna 1997-1998

## Könyv
- Egyszer volt, hol nem lesz; rajz Felvidéki András; Syllabux, Bp., 2014

## Díjai, elismerései
- 1981 Veszprémi Tévéfesztivál - Veszprém Város fődíja a Védtelen utazók című tévéfilmért.
- 1983 Veszprémi Fesztivál drámai kategória fődíja a Rettenetes szülők című Cocteau adaptációért, valamint a legjobb női alakítás díja: Vass Éva filmben nyújtott alakításáért.
- 1990 Karel Čapek születésének 100. évfordulója alkalmából a Csehszlovák Kulturális Minisztérium Karel Čapek díjban részesítette a Foltyn Zeneszerző élete és munkássága című Čapek novella televíziós adaptációjáért.
- 1990 Arany Prága Nemzetközi Tévéfesztivál - Drámai Fődíj a Fagylalt tölcsér nélkül című tévéfilmért.
- 1990 Veszprémi Tévéfesztivál - Veszprém Város díja a Fagylalt tölcsér nélkül című tévéfilmért. A legjobb gyermekszereplő díja, a legjobb operatőr díja, a legjobb női alakítás díja: Kútvölgyi Erzsébet filmben nyújtott a alakításáért.
- 1993 Balaton Fesztivál - Zsűri különdíja a Pá, drágám! című szerzői tévéfilmért, mely részvételt nyert a Prix Italia Nemzetközi Televíziós Fesztiválra Rómába, ahol a zsűri külön elismerésében részesült.
- 1993 Balázs Béla-díj.
- 1997 Monte Carlo Nemzetközi Televíziós Fesztivál - az Irány Kalifornia! című tévéfilm részvételt nyert és oklevélben részesült.
- 1997 Az Új Múzsa Alapítvány az Év Rendezője Díj az Irány Kalifornia című filmért, mely a hazai Filmszemlén is részt vett.
- 2004 35. Filmszemle. Esélyegyenlőség díj „Életke” I. II. című dokumentumfilmért.